# Divizia A 1926-27
A temporada 1926-27 é a 15ª edição da Divizia A que começou em 1926 e terminou em 1927. O Chinezul Timişoara foi o campeão vencendo na final o Colţea Braşov, conquistando pela 6ª vez o título nacional.

## Equipes Participantes
| Região    | Equipe                         |
| --------- | ------------------------------ |
| Arad      | AMEF Arad                      |
| Braşov    | Colţea Braşov                  |
| Bucareste | Unirea Tricolor Bucureşti      |
| Cernăuţi  | Macabi Cernăuţi                |
| Chişinău  | Mihai Viteazul Chişinău        |
| Cluj      | Universitatea Cluj             |
| Galaţi    | Dacia Vasile Alecsandri Galaţi |
| Satu Mare | Olimpia Satu Mare              |
| Sibiu     | Societatea de Gimnastica Sibiu |
| Timişoara | Chinezul Timişoara             |

## Fase final

### Partida preliminar
| Time 1                         | Res. | Time 2                    |
| ------------------------------ | ---- | ------------------------- |
| Societatea de Gimnastica Sibiu | 2–3  | Unirea Tricolor Bucureşti |
| Mihai Viteazul Chişinău        | 6–0  | Macabi Cernăuţi           |

### Quartas-de-finais
| Time 1                         | Res. | Time 2                  |
| ------------------------------ | ---- | ----------------------- |
| Dacia Vasile Alecsandri Galaţi | 1–7  | Colţea Braşov           |
| Unirea Tricolor Bucureşti      | 3–1  | Mihai Viteazul Chişinău |
| Universitatea Cluj             | 3–0  | AMEF Arad               |
| Chinezul Timişoara             | 6–1  | Olimpia Satu Mare       |

### Semi-finais
| Time 1             | Res. | Time 2                    |
| ------------------ | ---- | ------------------------- |
| Colţea Braşov      | 4–1  | Unirea Tricolor Bucureşti |
| Chinezul Timişoara | 5–2  | Universitatea Cluj        |

### Final
| Time 1             | Res. | Time 2        |
| ------------------ | ---- | ------------- |
| Chinezul Timişoara | 4–3  | Colţea Braşov |

## Campeão
| Divizia A 1926-27              |
| ------------------------------ |
| Chinezul Timişoara (6º título) |